# The Weight (Band)
The Weight war eine österreichische Rockband mit Standort Wien. Gespielt werden Eigenkompositionen in englischer Sprache im Stile der 1960er und 1970er Jahre. Als artverwandte Bands werden unter anderem The Who, The Rolling Stones, Led Zeppelin, The Black Crowes, Deep Purple, The Band oder Rival Sons genannt.
Das selbstbetitelte Debütalbum The Weight schaffte es in den offiziellen österreichischen Charts auf Platz 38.
Im Februar 2018 wurden The Weight für den Amadeus Austrian Music Award in der Kategorie Hard & Heavy nominiert.

## Geschichte
2014 veröffentlichten The Weight mit Keep Turning eine erste EP.
Im deutschen BreakOut Magazin schaffte es die EP zum Plattentip des Monats der September-Ausgabe 2015.
Im Frühjahr 2017 veröffentlichte die Band eine um sieben Livetracks erweiterte „Deluxe Edition“ der EP Keep Turning und ging zum zweiten Mal auf ausgedehnte Tour durch Deutschland, Österreich und die Schweiz.
Eine weitere große Tour durch die deutschsprachigen Länder folgte in Herbst und Winter 2017.
Bis zu diesem Zeitpunkt waren The Weight als Vorgruppe mehrerer internationaler Größen wie z. B. Foreigner, Smokie, The BossHoss, Rival Sons, Uriah Heep, Ten Years After, Bastille oder Manfred Mann’s Earth Band in Erscheinung getreten.
Im September und November 2017 gingen The Weight mit der Band The New Roses, deren Album „One More for the Road“ es zuvor in die Top 20 der Deutschen Charts geschafft hatte, auf Deutschlandtournee.
Für die Veröffentlichung des Debütalbums lehnte die Band nach eigener Angabe Angebote von etablierten Plattenfirmen ab und hob infolgedessen 2017 das eigene Label Heavy Rhythm & Roll Records aus der Taufe.
Die Band begründet diesen Schritt damit, künstlerisch und geschäftlich unabhängig agieren zu wollen.
Als ersten Vorboten zum Album veröffentlichten The Weight im August 2017 die Single Trouble auf dem neu gegründeten Label. Das Musikvideo dazu wurde vom Wiener Künstler-Kollektiv Atzgerei produziert. Im Clip sind mehr als 40 Album-Cover von bekannten Künstlern wie Led Zeppelin, Deep Purple etc. nachgestellt. Diese werden von Vetter, Boebel, Moosbrugger und Jussel selbst verkörpert.
Das Musikvideo schaffte es in die offizielle Selektion beim Experimental, Dance & Music Film Festival 2018 in Toronto, und den Myward Musikvideo Preis. Weiters wurde das Musikvideo beim Around International Film Festival 2018 in Barcelona zum „Winner Best Music Video September 2017“ gekürt und wurde auch dort in die „Official Selection“ aufgenommen.
In der Dezember-Ausgabe 2017 des Guitar Magazin wurde die Single in Text und Noten transkribiert und abgedruckt.
Das Album „The Weight“ erschien am 17. November 2017 in Deutschland, Österreich und der Schweiz und wurde zu diesem Anlass am selben Tag live im ORF Radio Kulturhaus Saal im Funkhaus Wien einem Publikum präsentiert. Die Veröffentlichung erfolgte in Kooperation mit Rough Trade Distribution über das bandeigene Label Heavy Rhythm & Roll Records.
Im Februar 2018 wurden The Weight für den Amadeus Austrian Music Award in der Kategorie Hard & Heavy nominiert.
Für das Frühjahr 2018 ist eine weitere Headliner-Tour in Deutschland zusammen mit der Band WolveSpirit angekündigt.
Das Album in Control wurde am 6. März 2020 via Cargo Records veröffentlicht. Die daraufhin anstehende Tour wurde aufgrund von Corona mehrfach verschoben bzw. abgesagt.
Im März 2023 gab die Band ihre Auflösung via Social Media bekannt.

## Stil
Obwohl der Stil der Band laut Pressemeinung im Bereich des Classic Rock angesiedelt ist, spielen die Musiker laut Eigendefinition Heavy Rhythm & Roll. Der Band zufolge soll damit der Bestrebung nach einer Abgrenzung vom üblichen Genredenken Ausdruck verliehen werden.
Im Allgemeinen sind von der einschlägigen Fachpresse als artverwandte Bands vorwiegend Künstler aus den 60er und 70er Jahren wie The Who, The Rolling Stones, Led Zeppelin, Deep Purple, The Band, aber auch aktuellere Bands wie The Black Crowes, oder Rival Sons genannt.

## Diskografie
Alben
- 2017: The Weight (siehe Abschnitt  The Weight (Album))
- 2020: In Control

EPs
- 2014: Keep Turning (siehe Abschnitt  Keep Turning (EP))
- 2017: Keep Turning Deluxe Edition

Sampler
- 2015: Titel Keep Turning in Rocks (Ausgabe 50, Januar 2015),  Der Soundtrack Zum Heft Nr. 50 bei Discogs
- 2015: Titel The Doctor in Classic Rock (Ausgabe 45, November 2015) Classic Rock Compilation Volume 45 bei Discogs
- 2016: Titel Maybe in Rock Hard (Ausgabe 345, Februar 2016), Lauschangriff Vol. 042 bei Discogs
- 2017: Titel Hard Way in Rocks (Ausgabe 61, Deutschland, Juni 2017), Magazin-CD Ausgabe 06/2017 bei Discogs
- 2017: Titel Rich Man's Pride in Classic Rock (Ausgabe 65, Deutschland, November 2017), Classic Rock Compilation 65 bei Discogs
- 2017: Titel Trouble in Eclipsed (Ausgabe 195, November 2017), The Art Of Sysyphus Vol. 95 bei Discogs
- 2017: Titel Rich Man's Pride in Rolling Stone (Ausgabe 278, Deutschland, Dezember 2017), New Noises Vol. 137 - Sleep Of Reason  bei Discogs
- 2017: Titel Trouble in Visions (Ausgabe 297, Dezember 2017), Vol. 202 bei Discogs
- 2017: Titel Hard Way in Rock Hard (Ausgabe 367, Dezember 2017), Lauschangriff 59 bei Discogs
- 2018: Titel Trouble in SLAM alternative music magazine (Ausgabe 95, Januar 2018), SLAM #95 bei Discogs

The Weight (Album)

Das selbstbetitelte Debütalbum entstand im Zuge mehrerer Aufnahmesessions in Vorarlberg und Wien. Während die Schlagzeugspuren noch unter Mithilfe eines Produzenten in Dornbirn aufgenommen worden waren, erfolgte das Recording der Overdubs größtenteils im bandeigenen Tonstudio in Wien in Eigenregie.
Den Mix sämtlicher Albumtracks übernahm Sportfreunde Stiller und Die Ärzte Produzent Oliver Zülch.
Das Mastering wurde von Matin Scheer durchgeführt, der etwa auch das Album „Schick Schock“ der österreichischen Band Bilderbuch (Band) gemastert hatte und dafür in der Kategorie „Best Sound“ mit einem Amadeus ausgezeichnet wurde.
Das Album The Weight erschien auf CD, Vinyl sowie Digital.
 Kritik 
Während es das Album in den Musikmagazinen Rock Hard und Visions in die Top 10 der Redaktionscharts schaffte, gelang selbiges auch dem Song Hard Way im Classic Rock.
Vereinzelt wird von Kritikern die fehlende Innovation bemängelt. Dennoch stieß das Album auf überwiegend positive Reaktionen in der einschlägigen Fachpresse:

„Das Ganze wirkt dabei so frisch und organisch, dass man dieser Vinylversion gerne auch mal zwei bis drei Durchläufe auf dem Plattenteller gönnt. [...] Diese Band braucht sich nicht hinter der internationalen Retro-Rock-Gilde zu verstecken.“

„Das ist selbstverständlich kein bisschen innovativ, hat aber Seele und Charme und wirkt handwerklich wie auch produktionstechnisch sehr professionell. 7/10.“

„Das Debütalbum der Wiener steht ganz im Geiste des testosteronschwangeren Bluesrock der 70er-Jahre. 3/5.“

„Die mit Abstand beste Classic-Rock-Band aus Österreich feiert ihren Debüteinstand und besteht die Feuertaufe mit Bravour. 7,5/10.“

„Tatsächlich ist inmitten dieser authentischen Rockparty ein großes Haar in der Suppe zu finden. Die angehimmelte Rockmusik der 60er und 70er kennen die begeisterten Männer in und auswendig. In gut 50 Minuten zeigt sich jedoch auch, dass die Vier dem Genre nichts hinzuzufügen haben. 5,5/10.“

„Ein Album, zu dem sich herrlich mit einem alten Cadillac über Landstraßen respektive Highways cruisen ließe. 8/10.“

„[...] ein unfassbares Debüt. [...] Tolle Songs, toll gespielt, toll produziert.“

Keep Turning (EP)

Die EP wurde innerhalb weniger Tage in den Far Beyond Studios in Ebreichsdorf in der Nähe der österreichischen Bundeshauptstadt Wien aufgenommen. Die Produktion übernahmen Matthias Reithofer und die Band selbst. Reithofer zeigte sich auch für den Mix und das Mastering verantwortlich.
Die EP Keep Turning erschien auf CD, Vinyl sowie Digital.
 Kritik 
Betont wurde die starke musikalische Verwurzelung in den 60er und 70er Jahren. Positiv hervorgehoben wurde das gelungene Songwriting wie auch die authentische Wiederbelebung der Woodstock Ära. Bemängelt wurden beispielsweise der unbefriedigende Klang des Tonträgers oder die schwankende Qualität der Kompositionen.
 Pressezitate 

„"Guter Start", möchte man der österreichischen Band zurufen. [...] Gerade beim Humble-Pie-meets-Trapeze-verdächtigen "Keep Turning" sind sie schon ganz nah am Ziel. Leider fehlt noch ein wuchtiger Sound auf dieser EP, ein richtiger Wumms. 7,5/10“

„Geil, Geil, Hammergeil!!! Die Wiener Band The Weight zelebriert einen Endsechziger /siebziger Jahre Rocksound vom Feinsten, der Erinnerungen an Woodstock, Deep Purple, Led Zeppelin und The Who weckt.“

„Die Wiener klingen vor allem amerikanisch, und zwar mit viel Orgel, hin und wieder Frauenchorgesang und zünftig warmer Produktion. 12/15“

„The Weight verzichten auf den Einbau moderner Elemente, hier geht es schnurstracks im Stil längst vergangener Zeiten durch fünf Songs. Handwerk und Songwriting stimmen, also absolut in Ordnung das Ganze.“

## Musikvideos
- 2014: Keep Turning
- 2015: The Doctor
- 2016: Heads or Tails (Live)
- 2017: Blow It (Live)
- 2017: Trouble
- 2018: Rich Man's Pride
- 2019: Hammer Cross & Nail
- 2020: Victory
- 2020: Keep Turning (Live)
- 2020: Better Days